# رودريغو غارسيا (سياسي)
رودريغو غارسيا هو شخصية أعمال وسمسار عقارات ومحامي وسياسي برازيلي، ولد في 10 مايو 1974 في تنابي في البرازيل. نشط حزبياً في حزب الديمقراطيين ‏. وقد انتخب عضو مجلس النواب البرازيلي ‏ عن دائرة São Paulo ‏ وقد انضم خلال فترته النيابية ‏ للكتلة البرلمانية حزب الديمقراطيين ‏.